# Federico Marietti
Federico Marietti (Roma, 9 dicembre 1927 – Roma, 9 luglio 1995) è stato un cestista italiano.

## Carriera
Con l'Italia ha disputato due edizioni dei Giochi olimpici (Londra 1948, Helsinki 1952) e i Campionati europei del 1951.